# Казайш (Лозада)
Казайш (порт. Casais) — район (фрегезия) в Португалии, входит в округ Порту. Является составной частью муниципалитета Лозада. По старому административному делению входил в провинцию Дору-Литорал. Входит в экономико-статистический субрегион Тамега, который входит в Северный регион. Население составляет 1405 человек на 2001 год. Занимает площадь 2,51 км².